# Distretto di Sivrihisar
Il distretto di Sivrihisar (in turco Sivrihisar ilçesi) è uno dei distretti della provincia di Eskişehir, in Turchia.
Una chiesa del VI secolo, la Chiesa Rossa (Kızıl kilise) è situata vicino alla città di Sivrihisar; l'edificio è nella World Monuments Watch dal 2008.